# Płytki interferencyjne
Płytki interferencyjne wykorzystują zjawisko interferencji do sprawdzania płaskości i równoległości powierzchni pomiarowych przyrządów pomiarowych.
Możemy wyszczególnić dwa rodzaje płytek interferencyjnych:
- płaskie płytki interferencyjne
- płaskorównoległe płytki interferencyjne

## Płaskie płytki interferencyjne
Wykonywane w postaci szklanych krążków o średnicach 45, 60, 80 lub 100 mm w dwóch klasach dokładności I i II (według normy PN-74/M-54602).
W zależności od kształtu powierzchni pomiarowej można rozróżnić płytki o symbolu "A" - jednostronne i dwustronne, oraz płytki o symbolu "B" - ze skosem.

### Zastosowanie
Płaskich płytek interferencyjnych używa się do:
- wyznaczania odchyłki płaskości powierzchni (o odchyłce płaskości nie przekraczającej 3 μm, powierzchnie muszą być odbijające, by było możliwe obserwowanie prążków interferencyjnych[3]) np. wyznaczanie płaskości kowadełka i wrzeciona w mikrometrze, wyznaczanie odchyłki płaskości powierzchni pomiarowych płytki wzorcowej[4], wyznaczanie odchyłki płaskości stopy głębokościomierza mikrometrycznego[5].
- wyznaczania odchyłki płaskości powierzchni za pomocą liniału krawędziowego lub prostoliniowości krawędzi pomiarowych za pomocą płytki wzorcowej lub wkładki płaskowalcowej, gdzie do płaskiej płytki interferencyjnej przywierane są płytki wzorcowe mikronowe, w celu utworzenia szczeliny wzorcowej[3]. Np. wyznaczanie płaskości powierzchni i prostoliniowości krawędzi pomiarowych w suwmiarce[6], wyznaczanie odchyłki płaskości stopy w głębokościomierzu suwmiarkowym lub odchyłki płaskości podstawy w wysokościomierzu suwmiarkowym[7].
- wyznaczania odchyłki płaskości powierzchni pomiarowych płaskich lub płaskorównoległych płytek wzorcowych[8].
- wyznaczania przywieralności powierzchni pomiarowych płytki wzorcowej[4][9]

### Wzorcowanie płaskich płytek interferencyjnych
W trakcie wzorcowania płaskich płytek interferencyjnych jedynym wyznaczanym parametrem jest odchyłka płaskości powierzchni pomiarowych.
Odchyłkę płaskości wyznacza się metodą wzajemnego sprawdzania trzech płytek interferencyjnych.

## Płaskorównoległe płytki interferencyjne
Wykonywane w postaci szklanych krążków, zazwyczaj w kompletach po 4 sztuki różniące się między sobą wysokością (o 0,12 lub 0,13 mm dla gwintu śruby mikrometrycznej o skoku 0,5 mm). 

### Zastosowanie
Płaskorównoległych płytek interferencyjnych używa się do:
- wyznaczania odchyłki równoległości powierzchni pomiarowych[2] np. w mikrometrach zewnętrznych[12] lub grubościomierzach czujnikowych[13] (z lustrzanymi powierzchniami pomiarowymi). Różnice wysokości płytek (co 0,12 lub 0,13 mm) odpowiadają około 1/4 skoku śruby mikrometrycznej, co pozwala na sprawdzenie odchyłki równoległości kowadełka i wrzeciona w czterech położeniach kątowych co ok. 90 stopni.

### Wzorcowanie płaskorównoległych płytek interferencyjnych
W trakcie wzorcowania płaskorównoległych płytek interferencyjnych wyznaczane są następujące parametry:
- odchyłka płaskości powierzchni pomiarowych płaskorównoległych płytek interferencyjnych (za pomocą płaskich płytek interferencyjnych)
- odchyłka równoległości powierzchni pomiarowych płaskorównoległych płytek interferencyjnych
- odchyłka długości płaskorównoległych płytek interferencyjnych